# Championnats d'Afrique d'escrime 2003
Navigation
Édition précédente Édition suivante
Les championnats d'Afrique d'escrime 2003, cinquième édition des championnats d'Afrique d'escrime, a eu lieu du 13 au 20 septembre 2003 à Dakar, au Sénégal,,.
En l'absence de l'équipe d'Égypte, la Tunisie remporte neuf des onze médailles d'or possibles.

## Médaillés
| Épreuves                               | Or               | Argent               | Bronze          |
| -------------------------------------- | ---------------- | -------------------- | --------------- |
| Épée                                   |                  |                      |                 |
| Hommes individuel résultats détaillés  | Maher Ben Aziza  | Mohamed Ben Romdhane |                 |
| Hommes par équipes résultats détaillés | Tunisie          | Sénégal              | Maroc           |
| Femmes individuel résultats détaillés  | Meriem Hayouni   | Imène Ben Chaabane   |                 |
| Femmes par équipes résultats détaillés | Tunisie          | Algérie              | Sénégal         |
| Fleuret                                |                  |                      |                 |
| Hommes individuel résultats détaillés  | Sofiène El Azizi | Zakaria Ameur Tair   |                 |
| Hommes par équipes résultats détaillés | Tunisie          | Algérie              | Maroc           |
| Femmes individuel résultats détaillés  | Inès Boubakri    | Wassila Saïd-Guerni  |                 |
| Femmes par équipes résultats détaillés | Pas de résultat  | Pas de résultat      | Pas de résultat |
| Sabre                                  |                  |                      |                 |
| Hommes individuel résultats détaillés  | Mohamed Rebaï    | Raouf Bernaoui       |                 |
| Hommes par équipes résultats détaillés | Algérie          | Tunisie              | Maroc           |
| Femmes individuel résultats détaillés  | Sondes Samandi   | Ouassila Yemmi       |                 |
| Femmes par équipes résultats détaillés | Tunisie          | Sénégal              | Algérie         |

## Tableau des médailles
| Rang  | Nation  | Or | Argent | Bronze | Total |
| ----- | ------- | -- | ------ | ------ | ----- |
| 1     | Tunisie | 9  | 3      | 0      | 12    |
| 2     | Algérie | 2  | 6      | 1      | 9     |
| 3     | Sénégal | 0  | 2      | 1      | 3     |
| 4     | Maroc   | 0  | 0      | 3      | 3     |
| Total | Total   | 11 | 11     | 5      | 27    |